# الجريمة (فلم)
الجريمة (بالفرنسية:La Crime) هو فيلم فرنسي من إخراج فيليب لابرو، صدر عام 1983.

## بطاقة تقنية
- العنوان : الجريمة
- الإخراج : فيليب لابرو
- السيناريو : فيليب لابرو، جون باتريك مونشيت و جاك لبيب
- الإنتاج : فرانسواز غالفري
- الموسيقى : رينهارد واغنر
- التصوير : بيير وليام غلين
- المونتاج : ثيري ديروكل
- الملابس : كاثرين ليتيريي
- شركات الإنتاج :  Films A2 و T. Films
- شركات التوزيع : الإتحاد العام للسينما  (UGC)
- البلد الأصلي : فرنسا
- الشكل : ملون
- الجنس : رومانسية، إثارة
- المدة : 103 دقيقة
- تاريخ الصدور : فرنسا:23 أغسطس 1983

## وصلات خارجية
- مقالات تستعمل روابط فنية بلا صلة مع ويكي بيانات